# هارون فينش
هارون فينش (17 نوفمبر 1986 في أستراليا - ) (بالإنجليزية: Aaron Finch)‏ هو لاعب كريكت أسترالي ونيوزلندي. شارك مع منتخب أستراليا الوطني للكريكت. أما مع فريق رياضي، فقد لعب مع فريق فكتوريا للكريكت ومومباي إنديانز وراجستان رويالز وصن رايزرز حيدر آباد وPune Warriors India ‏ وفريق أوكلاند للكريكت ‏ وMelbourne Renegades ‏ ودلهي كابيتالز.

## وصلات خارجية
- هارون فينش على موقع إي آس بي آن كريك إنفو (الإنجليزية)